# Олешів
Олешíв — село Тлумацької міської громади Івано-Франківського району Івано-Франківської області.
Відповідно до Розпорядження Кабінету Міністрів України від 12 червня 2020 року № 714-р «Про визначення адміністративних центрів та затвердження територій територіальних громад Івано-Франківської області» увійшло до складу Тлумацької міської громади.

## Археологія
Давньоруське поселення – на території Олешева.
Поселення Олешів І голіградської культури фракійського гальштату, один кілометр на південь від села, урочище Камінці, розмір – 200 на 200 метрів.
Поселення Олешів II пізнього палеоліту, один кілометр на південь від села, урочище Чортория, розмір – 200 на 300 метрів.
Поселення і майстерня біля кар’єру Олешів III трипільської культури, голіградської культури фракійського гальштату, 0,6 кілометрів на південь від села, урочище Чортория (Над Камінь), розмір – 300 на 200 метрів.
Майстерня біля кар’єру Олешів IV трипільської культури один кілометр на південь від села, урочище Чортория, розмір – 200 на 200 метрів.
Поселення і майстерня Олешів V пізнього палеоліту, трипільської культури на західній окраїні села, урочище Чухтин-Західний, розмір – 600 на 300 метрів.
Поселення Олещів VI пізнього палеоліту, трипільської культури, Київської Русі, західна окраїна села, урочище Чухтин-Східний.
Поселення Олешів VII пізнього палеоліту, мезоліту, північно-західна окраїна села, урочище Дубрівка.
Поселення Олешів VIII пізнього палеоліту, мезоліту, північна окраїна села, урочище Середній Горб.
Поселення Олешів IX пізнього палеоліту, трипільської культури, північна окраїна села, урочище Під Горб.
Поселення Олешів Х пізнього палеоліту, трипільської культури, північно-східна окраїна села, урочище Царинка.
Поселення Олешів XI пізнього палеоліту, культури лінійно-стрічкової кераміки, трипільської культури, голіградської культури фракійського гальштату, Київської Русі, урочище За Рестораном.
Курган Олешів XII невизначеної приналежності, північна окраїна села, урочище Ліс Над Чухтином.
Майстерня і поселення Олешів XIII голіградської культури фракійського гальштату, Київської Русі, центр села, урочище За школою.
Поселення Олешів XIV мезоліту, північна окраїна села, урочище Середній Горб.
Майстерня біля кар’єру Олешів XV трипільської культури, північно-східна окраїна села, урочище Під Царинкою.
Поселення і майстерня біля кар’єру Олешів XVI пізнього палеоліту, трипільської культури на західній окраїні села, урочище Глинник.
Майстерня біля кар’єру Олешів XVII трипільської культури, південно-західна окраїна села, урочище Гора.
Майстерня біля кар’єру Олешів XVIII трипільської культури, південна окраїна села, урочище Чортория.
Майстерня біля кар’єру Олешів XIX трипільської культури, південна окраїна села, урочище Чортория.
Поселення Олешів XX голіградської культури фракійського гальштату, один кілометр на південь від села, урочище Під Гаєм.
Ґрунтовий могильник Олешів XXI пшеворської культури.

## Історія
Згадане 15 січня 1443 року в книгах галицького суду . 
У другій половині XVII ст. в селі вперше згадана церква. Відомо, що в наступному столітті також в Олешеві стояла церква, яка, зокрема, позначена на карті 1783 року на місці теперішньої. В середині першої половини XIX ст. постала наступна церква. 
Проте вже у 1899 році (дата на ліхтарі нави) її замінила нова дерев'яна церква, посвячена наступного року. Була парафіяльною. Церкву розмалювали у 1930-х роках. Перед 1992 роком стіни надопасання церкви оббили бляхою
15 листопада 1884 року залізницею, яку проклали через село, проїхав перший потяг. У 1944-1945 роках рештки шпал розібрала радянська влада. 
У 1934-1939 рр. село було центром об’єднаної сільської ґміни Олешів Тлумацького повіту.
У 1939 році в Олешеві проживало 1 710 мешканців, з них 1 650 українців-грекокатоликів, 20 українців-римокатоликів, 30 поляків і 10 євреїв

## Населення

### Мова
Розподіл населення за рідною мовою за даними перепису 2001 року:
| Мова       | Кількість | Відсоток |
| ---------- | --------- | -------- |
| українська | 633       | 99.84%   |
| російська  | 1         | 0.16%    |
| Усього     | 634       | 100%     |

## Пам’ятки
Церква Перенесення мощей св. Миколая (1806, настоятель — митр. прот. Іван Тимчук) належить до Тлумацького благочиння Івано-Франківської єпархії ПЦУ.

## Сучасність
У селі діє народний Історико-краєзнавчий музей села Олешів.
Мешканці села виклали з білого каменю на схилі гори величезний тризуб, що височіє над трасою Н18. Пам'ятний знак на честь захисників України урочисто освятили 10.05.2016.